# Peszcsanokopszkojei járás
A Peszcsanokopszkojei járás (oroszul: Песчанокопский муниципальный район) Oroszország egyik járása a Rosztovi területen. Székhelye Peszcsanokopszkoje.

## Népesség
- 1989-ben 34 367 lakosa volt.
- 2002-ben 34 171 lakosa volt.
- 2010-ben 31 619 lakosa volt, melyből 29 049 orosz, 822 örmény, 308 ukrán, 235 cigány, 174 csecsen, 165 ezid, 84 török, 62 fehérorosz, 61 koreai, 53 grúz, 50 rutul, 48 azeri, 39 német, 32 tatár, 24 udmurt, 21 avar, 21 moldáv stb.